# Leo Burmester
Pour les articles homonymes, voir Burmester.
Leo Burmester, né le 1er février 1944 à Louisville, dans le Kentucky, aux (États-Unis), et mort le 28 juin 2007 à New York, dans l'État de New York, aux (États-Unis), est un acteur américain.

## Biographie

### Parcours
Leo Burmester débute au théâtre dans sa ville natale, à l'Actors Theatre of Louisville, puis joue notamment à Broadway entre 1979 et 2003, dans des comédies musicales (ou drames musicaux) et des pièces. Un de ses rôles notables est celui du père Thénardier, dans l'adaptation anglaise du drame musical Les Misérables (musique de Claude-Michel Schönberg), représenté 6 680 fois sur les planches new-yorkaises, de mars 1987 à mai 2003.
Également interprète Off-Broadway de 1978 à 2006, il participe entre autres à Hamlet de William Shakespeare en 1990, aux côtés de Kevin Kline (rôle-titre et mise en scène) et Diane Venora.

### Carrière
Au cinéma, Leo Burmester contribue à trente-huit films (majoritairement américains, dont quelques courts métrages), le premier étant La Chasse de William Friedkin (avec Al Pacino et Paul Sorvino), sorti en 1980. Son dernier film, tourné en 2007 (année de sa mort prématurée, d'une leucémie), sort six ans plus tard, en 2013.
Dans l'intervalle, citons La Dernière Tentation du Christ de Martin Scorsese (1988, avec Willem Dafoe et Harvey Keitel), Abyss de James Cameron (1989, avec Ed Harris et Mary Elizabeth Mastrantonio), Un monde parfait de Clint Eastwood (1993, avec Kevin Costner et le réalisateur), ou encore La Légende de Zorro de Martin Campbell (2005, avec Antonio Banderas et Catherine Zeta-Jones).
Pour la télévision, entre 1980 et 2006, il collabore à vingt-deux séries, dont New York, police judiciaire (trois épisodes, 1994-2002) et Alerte à Malibu (deux épisodes, 2000).
S'y ajoutent douze téléfilms, dont Au risque de te perdre de Jim Abrahams (avec Meryl Streep et Fred Ward), diffusé en 1997.

## Théâtre

### Off-Broadway
(pièces, sauf mention contraire)
- 1978-1980 : Getting Out de Marsha Norman (en) : Carl
- 1979 : Lone Star de James McLure (en) : Ray
- 1981 : Rattlesnacke in a Cooler de Frank South : Le docteur / Un prisonnier (rôles repris dans l'adaptation en téléfilm de 1982 : voir filmographie ci-dessous)
- 1990 : Hamlet de William Shakespeare, mise en scène de Kevin Kline : Osric / Un gentilhomme
- 1991-1992 : Dearly Departed de David Bottrell et Jessie Jones : Bud Turpin / Ray-Bud
- 2006 : The Fantasticks, comédie musicale, musique d'Harvey Schmidt, lyrics et livret de Tom Jones : Hucklebee

### Broadway
(comédies musicales ou drames musicaux, sauf mention contraire)
- 1979 : Lone Star, pièce de James McLure : Ray
- 1985-1987 : Big River : The Adventures of Huckleberry Finn, musique et lyrics de Roger Miller, livret de William Hauptmann, d'après le roman homonyme de Mark Twain : Papa Finn (en remplacement, septembre 1985-?)
- 1986 : Raggedy Ann : The Musical Adventure, musique et lyrics de Joe Raposo, livret de William Gibson, d'après les personnages créés par Johnny Gruelle : Général « D »
- 1987-2003 : Les Misérables, drame musical, musique de Claude-Michel Schönberg, lyrics et livret originaux d'Alain Boublil et Jean-Marc Natel, adaptation anglaise de Trevor Nunn et John Caird, produite par Cameron Mackintosh, avec nouveaux lyrics d'Herbert Kretzmer : Thénardier (rôle repris par divers acteurs en cours de production)
- 1996 : Buried Child, pièce de Sam Shepard, mise en scène de Gary Sinise : Bradley
- 1998 : Ah, Solitude ! (Ah, Wilderness!), pièce d'Eugene O'Neill : Sid Davis
- 1999 : The Civil War, musique de Frank Wildhorn, lyrics de Jack Murphy, livret de Frank Wildhorn et Gregory Boyd, mise en scène de Jerry Zaks : Autolycus Fell
- 2001-2002 : Thou Shalt Not, musique, lyrics, orchestrations et arrangements d'Harry Connick Jr., livret de David Thompson, d'après le roman Thérèse Raquin d'Émile Zola : Michaud
- 2003 : Urban Cowboy, musique de Ralph Burns, lyrics de divers, livret d'Aaron Latham et Phillip Oesterman, d'après le scénario du film homonyme de James Bridges (1980) : Oncle Bob

## Filmographie

### Cinéma (intégrale)
(films américains, sauf mention contraire)
- 1980 : La Chasse (Cruising) de William Friedkin : Un nageur sportif
- 1981 : Honky Tonk Freeway de John Schlesinger : Le directeur de la morgue
- 1983 : Daniel de Sidney Lumet : Le premier agent du FBI
- 1984 : The House of God de Donald Wrye : Dr Gath
- 1986 : Sweet Liberty d'Alan Alda : Hank
- 1986 : Odd Jobs (en) de Mark Story : Wylie D. Daiken
- 1987 : Broadcast News de James L. Brooks : Le père de Jane
- 1988 : La Dernière Tentation du Christ (The Last Temptation of Christ) de Martin Scorsese : Nathanaël
- 1988 : Quand les jumelles s'emmêlent (Big Business) de Jim Abrahams : Bum
- 1989 : Abyss (The Abyss) de James Cameron : « Catfish » De Vries
- 1992 : Article 99 (titre original) d'Howard Deutch : Le tireur polonais
- 1992 : Passion Fish de John Sayles : Reeves
- 1992 : Innocent Blood de John Landis : Dave Flinton
- 1993 : Fly by Night de Steve Gomer (en) : Rickey Tick
- 1993 : Un monde parfait (A Perfect World) de Clint Eastwood : Tom Adler
- 1995 : La Bible de néon (The Neon Bible) de Terence Davies (film britannique) : Bobbie Lee Taylor
- 1996 : Lone Star de John Sayles : Cody
- 1997 : L'Associé du diable (The Devil's Advocate) de Taylor Hackford : Le procureur de Floride
- 1997 : La Piste du tueur (Switchback) de Jeb Stuart : Clyde « Shorty » Callahan
- 1998 : The Farmhouse de Marcus Spiegel : Dallas Miller
- 1998 : River Red d'Eric Drilling : Juge Perkins
- 1998 : The Secret of Mulan de Peter Fernandez (film d'animation) : Voix
- 1999 : Dumbarton Bridge de Charles Koppelman : Jack
- 1999 : Limbo de John Sayles : Harmon King
- 1999 : Getting to Know You de Lisanne Skyler : Lamar Pike Sr.
- 1999 : Saturn de Rob Schmidt (en) : Le père
- 2002 : Out of These Rooms d'Harri James : Le père de Kit
- 2002 : Père et Flic (City by the Sea) de Michael Caton-Jones : Lieutenant Katt
- 2002 : The End of the Bar de Randy T. Dinzler : L'entraîneur de boxe
- 2002 : Gangs of New York de Martin Scorsese : Le premier télégraphiste (voix)
- 2003 : Red Betsy de Chris Boebel : Emmet Rounds
- 2003 : Glengarry, Bob Ross de Jake Hart (court métrage) : L'homme en costume
- 2004 : America Brown de Paul Black : Bo Williams
- 2005 : Patch de Christopher Romero (court métrage) : M. Moynahan
- 2005 : La Légende de Zorro (The Legend of Zorro) de Martin Campbell : Colonel Beauregard
- 2006 : The Partner de Peter Wortmann (court métrage) : Le policier
- 2007 : Mercy de Christopher Edwards (court métrage) : Paul
- 2013 : Aftermath de Thomas Farone : Le shérif (film tourné en 2007)

### Télévision (sélection)

#### Séries télévisées
- 1980-1981 : Flo (en)
  - Saisons 1 et 2, 28 épisodes (intégrale) : Randy Stumphill
- 1984 : On ne vit qu'une fois (One Life to Live), feuilleton, épisode 1740 (sans titre) : Lou Maddox
- 1988-1989 : Equalizer (The Equalizer)
  - Saison 3, épisode 18 On est bien mieux chez soi (No Place Like Home, 1988) de Tobe Hooper : Jim Harding
  - Saison 4, épisode 22 L'Escadron de la mort (Suicide Squad, 1989) : rôle non-spécifié
- 1991 : L'Équipée du Poney Express (The Young Riders)
  - Saison 3, épisode 7 Initiation à la vie (The Initiation) de Virgil W. Vogel : rôle non-spécifié
- 1994-2002 : New York, police judiciaire (Law & Order)
  - Saison 4, épisode 12 Fils indigne (Snatched, 1994) : Lester Hastings
  - Saison 6, épisode 13 Panique dans le métro (Charm City, 1996) : M. Le Clair
  - Saison 12, épisode 24 Le Patriote (Patriot, 2002) : Lester Hastings
- 1995 : La Vie à tout prix (Chicago Hope)
  - Saison 1, épisode 17 Chant de douleur (Growth Pains) de Thomas Schlamme : Dalton Robertson
- 2000 : Alerte à Malibu (Baywatch)
  - Saison 11, épisode 1 À la vie à la mort (Soul Survivor) et épisode 4 Jeux dangereux (Dangerous Games) d'Anson Williams : Max Jackson
- 2002 : New York, section criminelle (Law & Order : Criminal Intent)
  - Saison 1, épisode 11 Le Justicier de l'ombre (The Third Horseman) : Lorne Cutler
- 2002 : Tribunal central (100 Centre Street)
  - Saison 2, épisode 17 Fathers : rôle non-spécifié
- 2006 : New York, unité spéciale (Law & Order : Special Victims Unit)
  - Saison 8, épisode 8 Mal placés (Cage) : Bud Gabler

#### Téléfilms
- 1982 : Rattlesnake in a Cooler de Robert Altman : Le docteur / Un prisonnier
- 1983 : Rage of Angels de Buzz Kulik : Jim
- 1983 : A Fine Romance d'Hal Cooper : Mike Selway
- 1986 : George Washington II : The Forging of a Nation de William A. Graham : Eban Krutch
- 1995 : Truman de Frank Pierson : Frank Vassar
- 1995 : The Great Elephant Escape de George Trumbull Miller : Ethridge
- 1996 : Jury en otage (Mistrial) d'Heywood Gould : Commissaire Russell Crane
- 1997 : Au risque de te perdre (...First Do No Harm) de Jim Abrahams : Bob Purdue